# Wzniosłość
Wzniosłość (z łaciny sublimis, pod belką progową, wysoki, podniesiony) – cecha wielkości fizycznej, wartości moralnej, intelektualnej, metafizycznej lub artystycznej. Pojęcie to szczególnie odnosi się do wielkości, z którą nic innego nie można porównać, znajdującej się poza możliwością obliczenia, zmierzania lub naśladowania. Wzniosłość często odnosi się do natury i jej bezkresu.
Pierwszym studium wzniosłości jest traktat „O wzniosłości” przypisywany Pseudo-Longinosowi, dla którego twórczość artystyczna jest umiejętnością metaforyzowania[1]. Aż do XVIII wieku wzniosłość była terminem stosowanym głównie w krytyce literackiej. Edmund Burke i Immanuel Kant w niezależnie powstających tekstach odróżnili wzniosłość od piękna.
Wzniosłość, jako zagadnienie estetyczne, wzbudzała największe zainteresowanie w okresie modernizmu. Współcześnie jest pojęciem lansowanym przez Jean-François Lyotarda, dla którego wartość wzniosłości jako narzędzia pojęciowego polega na tym, że prowadzi rozum ludzki do sprzeczności, ujawniając w ten sposób granice naszych władz poznawczych oraz wielorakość i nieokreśloność współczesnego świata.
Wzniosłość jest jedną z kategorii estetycznych.
W tłumaczeniach polskich używane jest też słowo górność, przypominające dziś już rzadko słyszane wyrażenie górnolotność, zwłaszcza w odniesieniu do stylu wyrażania się.